# هارولد پیمن
هارولد پیمن (انگلیسی: Harold Pyman; ۱۲ مارس ۱۹۰۸ – ۹ اکتبر ۱۹۷۱) فرمانده نظامی اهل بریتانیا بود. وی برندهٔ جوایزی همچون نشان امپراتوری بریتانیا و نشان حمام شده‌است.